# Janusz Pyziński
Janusz Pyziński (ur. 1951 w Dębicy) – polski poeta związany z gminą Dębica.
Urodził się w 1951 roku w Dębicy. Od urodzenia mieszka w Podgrodziu pod Dębicą. Jako poeta zadebiutował w 1984 roku na łamach dębickiego „Echa Załogi” i tarnowskiego „TEMI”. Jego wiersze ukazywały się też w takich czasopismach jak w „Zielony Sztandar”, „Nowa Wieś”, „Chłopska Droga”.
Był laureatem blisko dwustu ogólnopolskich i międzynarodowych konkursów literackich, a także współautorem kilkudziesięciu almanachów i antologii. Dotychczas opublikował szesnaście zbiorów poezji.